# Summit

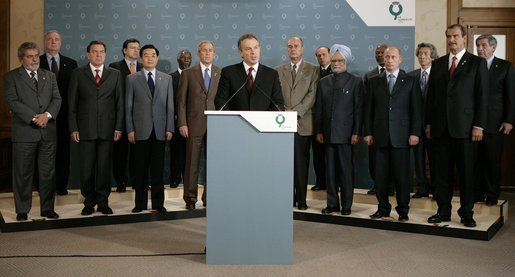
Britský ministerský předseda Tony Blair hovořící na summitu v roce 2005

Summit (z anglického summit – vrcholek) je setkání hlav států a vlád na nejvyšší úrovni, obvykle se značnou pozorností médií, které doprovázejí přísná bezpečnostní opatření a předem připravený program.
Za první summity v dějinách lidstva jsou považována setkání Franklina D. Roosevelta, Winstona Churchilla a Josifa Stalina v průběhu druhé světové války.[zdroj?]
Pojem „summit“ byl poprvé použit během studené války při setkáních amerických prezidentů s jejich sovětskými a čínskými protějšky. Pozdější období studené války je známo velkým počtem summitů.